# 哈密伊吾马场
哈密伊吾马场，是中华人民共和国新疆维吾尔自治区哈密市伊州区下辖的一个乡镇级行政单位。

## 行政区划
哈密伊吾马场下辖以下地区：
马场虚拟生活区。